# Jean-Philippe Lachaux
Pour les articles homonymes, voir Lachaux (homonymie).
Jean-Philippe Lachaux est directeur de recherche à l'Institut national de la santé et de la recherche médicale (INSERM), et travaille comme chercheur au Centre de Recherche en Neurosciences de Lyon. Il se consacre à l'étude des mécanismes neuronaux associés à l'attention,.

## Biographie

### Carrière professionnelle
Après sa sortie de l'École polytechnique, Jean-Philippe Lachaux réalise un Diplôme d'études approfondies (DEA) en sciences cognitives dans le but de comprendre les mécanismes de l'attention. En 1997, Il soutient une thèse en sciences biologiques et fondamentales intitulée "Synchronisation neuronale et activité cognitive chez l'homme : un rôle possible pour l'attention", sous la direction de Fransisco Varela. En 2000, il devient chargé de recherche au CNRS et poursuit ses travaux dès septembre 2003 dans un laboratoire de l'INSERM à Lyon, où il devient directeur de recherche. Il reçoit une médaille de bronze du CNRS en 2005 pour l'avancée de ses recherches sur les facultés cognitives et le développement d'une technique nouvelle pour localiser une activité cognitive dans le cerveau humain, et mesurer cette activité dans le temps, simultanément.
Jean-Philippe Lachaux définit l'attention comme le mécanisme permettant de pallier la capacité limitée du cerveau humain à traiter un grand nombre d'informations simultanément. Il tente de simplifier les mécanismes de l'attention afin de pouvoir les expliquer aux enfants et de les aider à comprendre comment celle-ci fonctionne. Il s'intéresse aussi particulièrement à l'addiction aux smartphones et à la gestion du temps dans la vie quotidienne.

### Ouvrages de vulgarisation
Ses travaux innovants sur l'attention l'amènent à publier en 2011 son premier ouvrage destiné au grand public, "Le Cerveau Attentif, maîtrise et lâcher-prise", aux éditions Odile Jacob, dans lequel il apprend au lecteur à "faire attention à son attention" dans son quotidien. C'est en 2016 que paraît sa bande dessinée à succès "Les Petites Bulles de l'Attention",, qui tente d'expliquer comment faire face aux problèmes de concentration, avec l'image "rester concentré, c'est comme marcher sur une poutre sans tomber".

### Fondation du programme ATOLE
Pour apprendre aux enfants à être plus attentif, il fonde, en 2020, avec des professionnels de l'enfance le programme ATOLE, en référence aux termes "attention" et "école". Ce programme destiné aux élèves de l'école primaire jusqu'au début du collège vise à la découverte et à l'apprentissage de l'attention dans le milieu scolaire,. Il est mis en place dans des centaines de classes en France. Jean-Philippe Lachaux accompagne ce programme d'un livre intitulé "L'Attention ça s'apprend, à la découverte du programme ATOLE", paru aux éditions MDI en juillet 2020.

## Publications

### Ouvrages
- Le cerveau attentif, contrôle, maîtrise et lâcher-prise, Odile Jacob, 2011[15]
- Le cerveau funambule, comprendre et apprivoiser son attention grâce aux neurosciences, Odile Jacob, 2015[15]
- Les petites bulles de l’attention, se concentrer dans un monde de distractions, Odile Jacob, 2016[15]
- La magie de la concentration, un parcours ludique et initiatique, Odile Jacob, 2020[15]
- Dans le cerveau des champions, Odile Jacob, 2024[15],[16]

### Contribution à des ouvrages
- Préface, dans La Méditation laïque en classe, Dunod, 2013[17]
- Pour une maîtrise de l’attention, dans La Psychologie d’aujourd’hui, Éditions Sciences Humaines, 2017
- Chapitre 5, L’économie cérébrale de l’attention, dans L’économie de l’attention, La Découverte, 2014
- Chapitre 8, Langage intérieur, dans Traité de neurolinguistique, De Boeck Supérieur, 2016[18]